# Sally Kirkland
Sally Kirkland  (31. oktober 1941) er en amerikansk teater- og filmskuepiller.

## Opvækst
Kirkland blev født i New York City. Hun er opkaldt efter sin mor, Sally Kirkland (født Sarah Phinney), som var moderedaktør på Vogue og LIFE magazines og voksede op i Oklahoma. Faren, Frederic McMichael Kirkland, arbejdede i skrotindustrien.

## Karriere
Kirkland begyndte at optræde Off-Broadway i 1963. Efter nogle få ukrediterede og småroller i film og tv, kom hun op i den undergrundsfilmen Coming Apart (1969). I 1970'erne havde hun små roller i populære film som Sidste stik, Vore bedste år, En stjerne er født og Rekrut Benjamin. Hun blev nomineret til en Oscar for bedste kvindelige hovedrolle for Anna (1987), og hun vandt en Golden Globe Award og en Independent Spirit Award for bedste skuespillerinde i en film.  Hendes præstation modtog udbredt kritisk ros, i en forestilling, som Rita Kempley skrev til Washington Post som "super".
Kirkland er vært for et ugentligt program på det syndikerede HealthyLife Radio Network.
Kirkland har haft hyppige tv-roller, herunder The Simple Life 5: Goes to Camp, Three's Company, The Incredible Hulk, Murder, She Wrote, High Tide og sæbeoperaen Doll of Dolls og Days of our lives. Film, hvor hun har optrådt, er EDtv, JFK, Adam and Steve og Coffee Date.

## Velgørenhed
Kirkland er også en sundhedsaktivist, herunder fortaler for kvinder, der er skadet af brystimplantater. Hun grundlagde Kirkland Institute for Implant Survival Syndrome i august 1998.
Kirkland er en ordineret minister i bevægelsen Movement of Spiritual Inner Awareness.

## Filmografi
| År   | Film                            | Rolle                       | Noter |
| ---- | ------------------------------- | --------------------------- | --- |
| 1960 | Crack in the Mirror             | Smårolle (ukrediteret)      | |
| 1961 | Hey, Let's Twist!               | Danser                      | |
| 1964 | The 13 Most Beautiful Women     | Smuk kvinde                 | |
| 1968 | Witness                         | Frøken Presson              | |
| 1968 | Blue                            | Sarah Lambert               | |
| 1969 | Coming Apart                    | Joann                       | |
| 1969 | Futz                            | Merry Lee                   | |
| 1970 | Brand X                         | Patient/Præsidentens hustru | |
| 1971 | Jump                            | Lou                         | |
| 1971 | Going Home                      | Ann                         | |
| 1973 | The Young Nurses                | Kvinde ved klinik           | |
| 1973 | The Way We Were                 | Pony Dunbar                 | |
| 1973 | Cinderella Liberty              | Fleet Chick                 | |
| 1973 | The Sting                       | Crystal                     | |
| 1974 | Blazing Saddles                 | Kassedame                   | (ukrediteret) |
| 1974 | Candy Stripe Nurses             | Hustru i klinik             | |
| 1974 | Big Bad Mama                    | Barneys kvinde              | |
| 1975 | The Noah                        | Friday-Anne (stemme)        | |
| 1975 | Bite the Bullet                 | Honey                       | |
| 1975 | Crazy Mama                      | Ella Mae                    | |
| 1975 | Breakheart Pass                 | Jane–Marie                  | |
| 1976 | Tracks                          | Togpassager                 | |
| 1976 | Pipe Dreams                     | Two Street Betty            | |
| 1976 | A Star Is Born                  | Fotograf                    | |
| 1977 | Flush                           | Janet                       | |
| 1979 | Hometown USA                    | Gwen                        | |
| 1979 | The Illegal One                 | Don Tonys kæreste           | |
| 1980 | Private Benjamin                | Helga                       | |
| 1981 | The Incredible Shrinking Woman  | Kassedame                   | |
| 1982 | Neil Young: Human Highway       | Katherine                   | |
| 1983 | Double Exposure                 | Luder                       | |
| 1984 | Fatal Games                     | Diane Paine                 | |
| 1984 | Love Letters                    | Sally                       | |
| 1987 | Talking Walls                   | Luder                       | |
| 1987 | Anna                            | Anna                        | Golden Globe Award for Best Actress - Motion Picture Drama Independent Spirit Award for Best Female Lead Los Angeles Film Critics Association Award for Best Actress Nominated – Academy Award for Best Actress |
| 1989 | Best of the Best                | Wade                        | |
| 1989 | Cold Feet                       | Maureen                     | |
| 1989 | High Stakes                     | Melanie Rose                | |
| 1989 | Paint It Black                  | Marion Easton               | |
| 1989 | White Hot                       | Harriet                     | |
| 1990 | Revenge                         | Rock Star                   | |
| 1990 | Bullseye!                       | Willie                      | |
| 1991 | In the Heat of Passion          | Lee Adams                   | |
| 1991 | JFK                             | Rose Cheramie               | |
| 1991 | The Haunted                     | Janet Smurl                 | |
| 1992 | Primary Motive                  | Helen Poulas                | |
| 1992 | Stringer                        | Joan                        | |
| 1992 | Hit the Dutchman                | Emma Flegenheimer           | |
| 1992 | Forever                         | Angelica                    | |
| 1992 | Roseanne                        | Barbara Healy               | TV, medvirkede i 2 afsnit; anden var i 1993 |
| 1992 | Double Jeopardy                 | Detektiv Phyllis Camden     | |
| 1992 | In the Heat of Passion          |                             | |
| 1993 | Eye of the Stranger             | Lori                        | |
| 1993 | Double Threat                   | Monica Martel               | |
| 1993 | The Black Cat                   | Eleonora                    | |
| 1993 | Paper Hearts                    | Jenny                       | |
| 1994 | Gunmen                          | Bennett                     | |
| 1995 | Picture Windows                 | Blossom                     | TV |
| 1995 | Guns and Lipstick               | Danielle Roberts            | |
| 1996 | Amnesia                         | Charlene Hunt               | |
| 1997 | Little Ghost                    | Mother Ghost                | |
| 1997 | Get a Clue                      | Sydelle Pulaski             | TV |
| 1997 | Excess Baggage                  | Louise                      | |
| 1998 | Wilbur Falls                    | Roberta Devereaux           | |
| 1998 | Paranoia                        | Dr. Kurtzwell               | |
| 1998 | The Island                      | Marilyn Monroe              | |
| 1998 | Brave New World                 | Linda                       | TV-film |
| 1999 | EDtv                            | Jeanette                    | |
| 1999 | Twinkle Toes                    |                             | |
| 1999 | Starry Night                    | Detective Brook Murphy      | |
| 2000 | The Boys Behind the Desk        |                             | |
| 2001 | A Month of Sundays              | Katherine St. Croix         | |
| 2001 | Out of the Black                | Elizabeth Malby             | |
| 2001 | Audit                           | Raissa                      | |
| 2001 | Thank You, Good Night           | Doreen                      | |
| 2002 | Wish You Were Dead              | Penelope Wilson             | |
| 2002 | The Rose Technique              | Helen                       | |
| 2002 | Mothers and Daughters           | Nana                        | |
| 2003 | Bruce Almighty                  | Anita                       | |
| 2004 | Bloodlines                      | Joyce                       | |
| 2004 | An Eye for an Eye               | Rachel                      | |
| 2004 | Mango Kiss                      | Emilia                      | |
| 2005 | Chandler Hall                   | Sally                       | |
| 2005 | What's Up, Scarlet?             | Ruth Zabrinski              | |
| 2005 | Encore                          | Iris                        | |
| 2005 | Adam & Steve                    | Mary                        | |
| 2005 | Neo Ned                         | Shelly                      | |
| 2006 | Factory Girl                    | Bedstemor Sedgwick          | (ukrediteret) |
| 2006 | Coffee Date                     | Fru. Muller                 | |
| 2006 | Off the Black                   | Marianne Reynolds           | |
| 2006 | A-List                          | Olga                        | |
| 2006 | Hollywood Dreams                | Præst ved bryllup           | |
| 2007 | Spiritual Warriors              | Realtor                     | |
| 2007 | Big Stan                        | Madame Foreman              | |
| 2007 | Resurrection Mary               | Lois                        | |
| 2007 | Blind Spot                      | Penelope Denmore            | |
| 2008 | Fingerprints                    | Mary                        | |
| 2008 | Oak Hill                        | Elizabeth St. James         | |
| 2008 | Richard III                     | Dronning Margaret           | |
| 2008 | The Ear of the Beholder         | Marlena                     | |
| 2008 | Bald                            | Elise                       | |
| 2009 | Redemption                      | Mrs. Allport                | |
| 2009 | Fast Track                      | Mediator                    | |
| 2009 | Under the Knife                 | Pat Mazur                   | |
| 2010 | One by One: Death's Door        | Harold's Nana               | |
| 2010 | Flexing with Monty              | Lilith                      | |
| 2010 | Alice Stands Up                 | Alice                       | |
| 2012 | Archaeology of a Woman          | Margaret                    | |
| 2013 | Tom in America                  | Betty                       | |
| 2013 | Awakened                        | Harriet                     | |
| 2014 | Suburban Gothic                 | Virginia                    | |
| 2014 | The Bride From Vegas            | Suzy 'The Salt Shaker'      | |
| 2016 | Trash Fire                      | Florence                    | |
| 2017 | The Most Hated Woman in America | Lena Christina              | |
| 2018 | When it Rings                   |                             | |